# 마라트 사핀
마라트 미하일로비치 사핀(Marat Mikhailovich Safin; 타타르어: Марат Мөбин улы Сафин, Marat Möbin ulı Safin; 러시아어: Мара́т Миха́йлович (Муби́нович) Са́фин; IPA: [/mɑ.ˈrɑt.ˈsɑ.fɪn/], 1980년 1월 27일 ~ )은 전 세계 랭킹 1위였던 러시아의 은퇴한 테니스 선수이다. 러시아의 여자 테니스 선수인 디나라 사피나의 오빠이기도 하다. 이 두 사람은 두 명이 모두 세계 랭킹 1위에 오른 테니스 역사상 최초의 남매 선수이기도 하다.

## 경력
1997년 프로에 데뷔한 사핀은 2000년 11월부터 2001년 4월까지 9주간 세계 랭킹 1위에 올랐다. 2000년 US 오픈 결승에서 피트 샘프라스를 꺾으면서 생애 첫 그랜드 슬램 타이틀을 따냈고, 이후 2005년 호주 오픈 결승에서 레이튼 휴이트를 꺾으면서 두 번째 그랜드 슬램 대회 우승을 달성했다. 2002년과 2006년에는 데이비스 컵에 러시아 국가대표로 출전하여 팀의 승리를 도왔다. 그는 개인적으로 잔디 코트를 좋아하지 않는다는 견해를 피력한 적이 있지만, 2008년 윔블던에서 준결승에 진출하면서 러시아 출신 선수 중 최초로 윔블던 준결승에 오른 선수가 되었다. 2009년 9월 2일 그의 선수 생활 마지막 그랜드 슬램이었던 US 오픈 출전 당시 그의 랭킹은 61위였다.

### 은퇴
사핀의 선수 생활 마지막 대회 출전은 2009년 파리 마스터스였다. 티에리 아시온과의 1회전 경기에서 세 번의 매치 포인트 위기 때마다 모두 서비스 에이스를 터뜨려 막아가며 접전을 벌인 끝에 결국 6-4, 4-6, 7-6(3)으로 승리했다. 이 경기에서 그는 총 24개의 에이스와 41개의 위너를 기록했다. 이후 2009년 11월 11일 벌어진 후안 마르틴 델 포트로와의 2회전 경기에서 1시간 56분만에 사핀이 4-6, 7-5, 4-6으로 패하면서 그의 선수 생애 마지막 대회를 마감하였다. 대회 종료 후에는 대회 센터 코트에서 그의 은퇴를 기념하는 특별 행사를 가졌다.

## 단식 성적 연대표
| 대회                 | 1996   | 1997   | 1998   | 1999   | 2000   | 2001   | 2002  | 2003   | 2004   | 2005  | 2006  | 2007  | 2008  | 2009  | 통산 우승률 | 통산 승-패 |
| -------------------- | ------ | ------ | ------ | ------ | ------ | ------ | ----- | ------ | ------ | ----- | ----- | ----- | ----- | ----- | ----------- | ---------- |
| 호주 오픈            | A      | A      | A      | 3R     | 1R     | 4R     | F     | 3R     | F      | W     | A     | 3R    | 2R    | 3R    | 1 / 10      | 31–8       |
| 프랑스 오픈          | A      | A      | 4R     | 4R     | QF     | 3R     | SF    | A      | 4R     | 4R    | 1R    | 2R    | 2R    | 2R    | 0 / 11      | 26–11      |
| 윔블던               | A      | A      | 1R     | A      | 2R     | QF     | 2R    | A      | 1R     | 3R    | 2R    | 3R    | SF    | 1R    | 0 / 9       | 14–9       |
| US 오픈              | A      | A      | 4R     | 2R     | W      | SF     | 2R    | A      | 1R     | A     | 4R    | 2R    | 2R    | 1R    | 1 / 10      | 22–9       |
| 그랜드슬램 우승률    | 0 / 0  | 0 / 0  | 0 / 3  | 0 / 3  | 1 / 4  | 0 / 4  | 0 / 4 | 0 / 1  | 0 / 4  | 1 / 3 | 0 / 3 | 0 / 4 | 0 / 4 | 0 / 4 | 2 / 40      | 93–35      |
| 그랜드슬램 승-패1    | 0–0    | 0–0    | 6–3    | 6–3    | 12–3   | 14–4   | 13–4  | 2–1    | 9–4    | 12–2  | 4–3   | 6–4   | 8–4   | 3–4   |             | 95–38      |
| 마스터스 컵          | A      | A      | A      | A      | SF     | A      | RR    | A      | SF     | A     | A     | A     | A     |       | 0 / 3       | 4–7        |
| ATP 마스터스 10001   |        |        |        |        |        |        |       |        |        |       |       |       |       |       |             |            |
| 인디언 웰즈 마스터스 | A      | A      | A      | 3R     | 2R     | 1R     | 3R    | 3R     | 3R     | 3R    | 4R    | 2R    | 1R    | 3R    | 0 / 10      | 13–11      |
| 마이애미 마스터스    | A      | A      | A      | 4R     | 2R     | 2R     | QF    | 2R     | 2R     | 3R    | 1R    | 2R    | 1R    | 3R    | 0 / 10      | 17–11      |
| 몬테카를로 마스터스  | A      | A      | A      | 1R     | 1R     | 1R     | QF    | A      | SF     | 3R    | 1R    | 2R    | 2R    | 2R    | 0 / 9       | 11–9       |
| 로마 마스터스        | A      | A      | A      | 2R     | 2R     | 2R     | 2R    | A      | 3R     | 2R    | 2R    | 2R    | 1R    | 1R    | 0 / 9       | 9–10       |
| 마드리드 마스터스2   | A      | A      | A      | 2R     | 3R     | 2R     | 2R    | 1R     | W      | A     | QF    | 1R    | A     | 1R    | 1 / 9       | 10–8       |
| 캐나다 마스터스      | A      | A      | A      | A      | W      | 1R     | QF    | A      | 1R     | A     | 1R    | 2R    | 2R    | 1R    | 1 / 8       | 11–7       |
| 신시내티 마스터스    | A      | A      | A      | 1R     | 3R     | 1R     | 1R    | A      | QF     | QF    | 1R    | 1R    | 1R    | 2R    | 0 / 10      | 9–10       |
| 상하이 마스터스      | 미개최 | 미개최 | 미개최 | 미개최 | 미개최 | 미개최 | NMS   | 미개최 | 미개최 | NMS   | NMS   | NMS   | NMS   | 2R    | 0 / 1       | 1–1        |
| 파리 마스터스        | A      | A      | A      | F      | W      | 3R     | W     | A      | W      | A     | QF    | A     | 1R    | 2R    | 3 / 8       | 24–5       |
| 함부르크 마스터스    | A      | A      | A      | 2R     | F      | 2R     | F     | A      | 3R     | 2R    | 1R    | 2R    | 3R    | NMS   | 0 / 9       | 19–9       |
| 총 우승              | 0      | 0      | 0      | 1      | 7      | 2      | 1     | 0      | 3      | 1     | 0     | 0     | 0     | 0     | 15          | N/A        |
| 총 승-패             | 0–0    | 0–1    | 17–18  | 39–32  | 73–27  | 45–27  | 56–26 | 12–11  | 52–23  | 27–11 | 35–25 | 13–11 | 24–24 | 4–3   |             | 407–248    |
| 연말 랭킹            | 445    | 203    | 49     | 23     | 2      | 11     | 3     | 77     | 4      | 12    | 26    | 58    | 29    |       |             | N/A        |

A = 대회 불참(Absent)

우승률 = 우승 대회 수 / 총 참가 대회 수

NMS = 비 마스터스 대회(Not Masters Series)

1승패 총계에서 부전승은 제외된다.

2스투트가르트에서 개최된 대회이다. 해당 대회의 개최 장소 변동에 대해서는 마드리드 마스터스를 참고할 것.